# Njarðvík
Njarðvík és una petita ciutat (kaupstaðir) d'Islàndia, d'uns 2900 habitants. EStà situada a l'oest de la península de Reykjanes, la més austral de l'illa. Es tracta d'una tranquila ciutat portuària la principal indústria de la qual és la pesca. Njarðvík pertany, juntament amb Keflavík, des de 1994, al municipi de Reykjanesbær.
L'edifici més famós de Njarðvík és l'església de formigó de Ytri-Njarðvíkurkirkja, que va ser construïda l'any 1979 per Ormar Þór Guðmundsson i
Örnólfur Hall. En la part més antiga de la ciutat hi ha una església de pedra que es diu Innri-Njarðvíkurkirkja i va ser construïda el 1886.

## Clima
| Paràmetres climàtics mitjans de Njarðvík | Paràmetres climàtics mitjans de Njarðvík | Paràmetres climàtics mitjans de Njarðvík | Paràmetres climàtics mitjans de Njarðvík | Paràmetres climàtics mitjans de Njarðvík | Paràmetres climàtics mitjans de Njarðvík | Paràmetres climàtics mitjans de Njarðvík | Paràmetres climàtics mitjans de Njarðvík | Paràmetres climàtics mitjans de Njarðvík | Paràmetres climàtics mitjans de Njarðvík | Paràmetres climàtics mitjans de Njarðvík | Paràmetres climàtics mitjans de Njarðvík | Paràmetres climàtics mitjans de Njarðvík | Paràmetres climàtics mitjans de Njarðvík |
| Mes                                      | Gen.                                     | Feb.                                     | Mar.                                     | Abr.                                     | Mai.                                     | Jun.                                     | Jul.                                     | Ago.                                     | Set.                                     | Oct.                                     | Nov.                                     | Des.                                     | Anual                                    |
| ---------------------------------------- | ---------------------------------------- | ---------------------------------------- | ---------------------------------------- | ---------------------------------------- | ---------------------------------------- | ---------------------------------------- | ---------------------------------------- | ---------------------------------------- | ---------------------------------------- | ---------------------------------------- | ---------------------------------------- | ---------------------------------------- | ---------------------------------------- |
| Temperatura diària màxima °C (°F)        | 2 (35,6)                                 | 2 (35,6)                                 | 3 (37,4)                                 | 5 (41)                                   | 8 (46,4)                                 | 11 (51,8)                                | 12 (53,6)                                | 12 (53,6)                                | 9 (48,2)                                 | 6 (42,8)                                 | 4 (39,2)                                 | 2 (35,6)                                 | 6 (42,8)                                 |
| Temperatura diària mínima °C (°F)        | −2 (28,4)                                | −2 (28,4)                                | −1 (30,2)                                | 0 (32)                                   | 3 (37,4)                                 | 6 (42,8)                                 | 8 (46,4)                                 | 8 (46,4)                                 | 5 (41)                                   | 2 (35,6)                                 | 0 (32)                                   | −1 (30,2)                                | 2 (35,6)                                 |
| Precipitació total mm (polzades)         | 99 (3,9)                                 | 97 (3,8)                                 | 97 (3,8)                                 | 74 (2,9)                                 | 66 (2,6)                                 | 64 (2,5)                                 | 64 (2,5)                                 | 86 (3,4)                                 | 94 (3,7)                                 | 114 (4,5)                                | 109 (4,3)                                | 112 (4,4)                                | 1.077 (42,4)                             |
| Font:                                    |                                          |                                          |                                          |                                          |                                          |                                          |                                          |                                          |                                          |                                          |                                          |                                          |                                          |